# Premi de Teatre Ciutat d'Alcoi
El Premi de Teatre Ciutat d'Alcoi és un guardó d'escriptura dramàtica atorgat per l'ajuntament d'Alcoi, amb periodicitat anual. En 2000 va canviar les bases i en comptes de dir que accepta les obres en català ho fa en valencia o qualsevol altra varietat de la llengua. D'ençà de la 42a edició, té una dotació de 8.000 euros, i l'ajuntament es compromet d'editar l'obra guanyadora.

## Guanyadors
- 1971. Rodolf Sirera i Josep Lluís Sirera amb l'obra Homenatge a Florentí Montfort.[5]
- 1977. Rodolf Sirera i Josep Lluís Sirera amb l'obra El capvespre del tròpic.
- 1984. Miquel López Crespí amb l'obra Homenatge a Rosselló-Pòrcel.
- 1985. Toni Cabré amb l'obra Oh, bit!
- 1989. Lluís-Anton Baulenas amb l'obra Melosa fel.
- 1993. Joan Casas amb l'obra Nocturn corporal.
- 1995. Lluís-Anton Baulenas amb l'obra El pont de Brooklyn. Accèssit per a Ignasi Garcia amb l'obra Preludi en dos temps.
- 1996. Miquel Peidro i Jordi Peidro amb l'obra El segrest de S.M.
- 1997. Sergi Pompermayer amb l'obra Zowie.
- 1998 (XXVI). Lluïsa Cunillé amb l'obra L'afer.
- 2000. Toni Cabré amb l'obra L'efecte 2000.
- 2001 (XXIX). Gerard Vázquez amb l'obra El somriure del guanyador.
- 2002 (XXX). Guillem Clua amb l'obra Invisibles.
- 2003. Roberto Garcia amb l'obra Indecents.
- 2004. Guillem Clua amb l'obra La pell en flames.[6]
- 2005. Jordi Casanovas amb l'obra Beckenbauer.
- 2006 (XXXIV). Vicent Ferrer amb l'obra Carnatge, l'últim Nibelung
- 2007 (XXXV). Marta Buchaca amb l'obra Plastilina.[7]
- 2008 (XXXVI). Juli Disla amb l'obra La ràbia que em fas.
- 2009 (XXXVII). Blanca Bardagil i Montserrat Mas amb l'obra L'amant de Diògenes.[8]
- 2010 (XXXVIII). Carles Cortés amb l'obra La joia[9]
- 2011 (XXXIX) Isabel-Clara Simó amb l'obra La visita.[10]
- 2013 (XL) la Companyia Hongaresa amb l'obra Adéu encara.[11]
- 2016 (XLII) Roberto Garcia amb l'obra Entretindre i tindre.[12]
- 2017 (XLIII) Guillem Clua amb l'obra Al damunt dels nostres cants[13]
- 2018 (XLIV) Sílvia Navarro amb l'obra Un turista se suïcida[14]
- 2019 (XLV) Pau Alabajos amb l'obra Hotel Fontana[15]
- 2020 (XLVI) Paco Romeu amb l'obra Gulliver captiu[16]
- 2021 (XLVII) David Sánchez Pacheco amb l'obra La pedregada[17]
- 2022 (XLVIII) Víctor Alexandre amb l'obra Jo no volia ser Rita Hayworth
- 2023 (XLIX) Rodolf Sirera per Clandestins (una història de desamor)[18]
- 2024 Àlex Castro per El gronxador